# ملکه شین‌جونگ
ملکه شین‌جونگ (کره‌ای: 신정왕후; هانجا: 神貞王后؛ ۹ ژانویه ۱۸۰۹ – ۲۳ مه ۱۸۹۰) تنها همسر ولیعهد هیومیونگ و مادر هون‌جونگ چوسان بود. او هرگز به صورت رسمی یک ملکه نبود اما در دوران سلطنت پسرش هون‌جونگ چوسان پیش از اینکه چول‌جونگ چوسان به او عنوان ملکه بیوه هیویو (کره‌ای: 효유왕대비) اعطا کند، با عنوان ملکه بیوه جو (کره‌ای: 조대비) شناخته می‌شد.
پس از مرگ پادشاه چول‌جونگ، او با عنوان ملکه بیوه بزرگ هیویو (کره‌ای: 효유대왕대비) شناخته می‌شد و در زمان کودکی گوجونگ، بین سالهای ۱۸۶۴ تا ۱۸۷۳ به عنوان ملکه نایب‌السلطنه خدمت کرد.

## در فرهنگ عامه
- بازی شده توسط کیم یونگ ریم در مجموعه تلویزیونی سال ۲۰۰۱ کی‌بی‌اس۲، امپراتریس میونگ‌سونگ
- بازی شده توسط جونگ هه سون در مجموعه تلویزیونی سال ۲۰۱۲ ام‌بی‌سی، دکتر جین
- بازی شده توسط چه سو بین در مجموعه تلویزیونی سال ۲۰۱۶ کی‌بی‌اس۲، عشق در مهتاب
- بازی شده توسط کیم بو یون در مجموعه تلویزیونی سال ۲۰۲۰، باد، ابر و باران
- بازی شده توسط جو یون هی در مجموعه تلویزیونی سال ۲۰۲۰ تی‌وی‌ان، آقای ملکه